# Меморіал Пам'яті (Нова Романівка)
Меморіал Пам'яті — пам'ятка історії місцевого значення, що знаходиться за смугою відчуження державної автомобільної дороги Київ-Чоп (с. Нова Романівка Новоград-Волинського району), охоронний номер 3758.

## Історія пам'ятки
Меморіал, присвячений усім жителям району, що загинули під час голодоморів, репресій та II Світової війни, відкрито 09.09.2008 року. Скульптори — О. Вітрик, В. Фещенко, архітектор — О.Борис.

## Опис
Меморіал являє собою великий архітектурний комплекс, що складається із кургану, пам'ятних стел, скульптури, склепу. Основа композиції меморіалу — гранітні брили червоного та чорного кольорів, що символізують героїзм та трагізм подій тих років. Брили встановлені на штучно насипаному кургані. В завершенні меморіальної композиції — скульптура жінки в національному вбранні. Вінчає скульптурну композицію зграя голубів, яка злітає з руки жінки, як символ миру. Загальна висота меморіалу — 16,5 м.
Перед курганом встановлено гранітну стелу з хрестом червоного кольору. Під хрестом влаштовано нішу для закладення капсул із землею 39 сільських, однієї селищної та міської територіальних громад, викладено плиту. Справа і зліва — стиковані гранітні плити чорного кольору з написами. Перед курганом влаштовано майдан для мітингів та урочистостей.